# Tadeusz Konwicki
Tadeusz Konwicki (Nowa Wilejka, actual Naujoji Vilnia, 22 de juny de 1926 − Varsòvia, 7 de gener de 2015) va ser un escriptor i director de cinema polonès, membre del Consell de la Llengua Polonesa.

## Vida
Konwicki va néixer en 1926 en Nowa Wilejka, prop de Vílnius, on va passar la seva infantesa. Va passar la seva adolescència també en aquesta ciutat, assistint a un gymnasium local. En esclatar la Segona Guerra Mundial, Vílnius va ser ocupada per la Unió Soviètica i després per l'Alemanya nazi, i tota l'educació per a polonesos fou desestimada; Konwicki va continuar els seus estudis de mandera clandestina. En 1944, Konwicki es va unir a l'Armia Krajowa, prenent part en l'Operació Tempestat i l'Operació Ostra Brama. Després de la guerra, Vílnius va ser annexada per la Unió Soviética i Konwicki va ser expatriat.
La primavera de 1945 Konwicki es va mudar a Cracòvia, on es va inscriure en la Universitat Jagellònica. Va començar a treballar com a periodista al setmanari Odrodzenie i es mudà a Varsòvia en 1947 per continuar el seu treball en aquesta revista. A la capital, va ser un dels principals impulsors del realisme socialista en literatura. En 1948 va culminar les seves memòries dels seus anys de milícia (Rojsty), però el llibre no va ser publicat fins a 1956. El seu debut literari va ser la novel·la Przy Budowie (1950), a la qual la va seguir la novel·la Władza (1954). La seva novel·la de 1956 Z oblężonego miasta va aconseguir ser bastant popular.
Entre els anys 1952-1966 va esdevenir membre del Partit Obrer Unificat Polonès. A mitjan anys 1950, Konwicki es va desil·lusionar amb el règim comunista de Polònia i va perdre interès en el partit. Les seves obres posteriors (començant per Dziura w niebie (1959), estan majorment relacionades amb la infància de l'autor i la gairebé mítica, romàntica terra de la seva joventut.
Durant aquesta època Konwicki va esdevenir el cap de l'estudi "Kadr" i se'l començà a reconèixer com un dels més importants membres de l'Escola Polonesa de Cinema. Com a realitzador de cinema és conegut per la seva pel·lícula guanyadora del festival de Venècia de 1958 Ostatni dzień llauna, Zaduszki (1961), i les seves obres mestres Salt (1962) i Jak daleko stąd, jak blisko (1973), a més de les següents adaptacions al cinema: del guanyador del premi Nobel Czeslaw Milosz, Dolina Issy (1982), i del poema èpic d'Adam Mickiewicz, Dziady - Lawa (1990). És majoritàriament conegut, però, per les següents dues novel·les: Kompleks polski (El complex polonès, 1977) i Mała apokalipsa (Apocalipsi menor, 1979).

## Obra
- Sennik współczesny.  The MIT Press, 1970. ISBN 0-14-004115-X.
- Zwierzoczłekoupiór.  Oxford University Press, 1977. ISBN 0-19-271407-4.
- Kompleks polski.  New York, Farrar Straus & Giroux, 1982. ISBN 1-56478-201-8.
- Mała apokalipsa.  New York, Farrar Straus & Giroux, 1983. ISBN 1-56478-217-4.
- Wschody i zachody księżyca.  New York, Farrar Straus & Giroux, 1987. ISBN 0-374-21241-4.
- Bohiń.  New York, Farrar Straus & Giroux, 1990. ISBN 0-374-11523-0.
- Nowy Świat i okolice.  New York, Farrar Straus & Giroux, 1991. ISBN 0-374-22182-0.
- Kalendarz i klepsydra.  Review of Contemporary Fiction, 1994. ISBN B00092VYV8.